# Jean Marie Benjamin Merveilleux du Vignaux
Pour les autres membres de la famille, voir Famille Merveilleux du Vignaux.
 (mars 2014).
Si vous disposez d'ouvrages ou d'articles de référence ou si vous connaissez des sites web de qualité traitant du thème abordé ici, merci de compléter l'article en donnant les références utiles à sa vérifiabilité et en les liant à la section « Notes et références ».
Marie Benjamin Gaston Jean Merveilleux du Vignaux, né le 22 avril 1865 au château de la Bijoire à Saint-Vincent-sur-Graon (Vendée), mort le 25 avril 1930 au Champ-Saint-Père (Vendée), est un vice-amiral français.

## Biographie
Fils d'Émile Merveilleux du Vignaux (1825-1901), secrétaire général du ministère de la Justice. Il entre à l'École navale en 1882. Son choix de carrière est loin de satisfaire son père, qui menace de le déshériter. À vingt ans, il embarque sur la Résolue, frégate-école des gabiers et commence ainsi une carrière d'officier de marine.
Il participa à l'Expédition du Tonkin en 1887 et à celle de Madagascar en 1895 ; en 1892 il fit partie de ceux qui plantèrent le drapeau français sur les îles d'Amsterdam et St-Paul. Pendant la Première Guerre mondiale, il est en activité en Méditerranée et protège l'Expédition de Salonique.
Il est successivement capitaine de frégate (1905), capitaine de vaisseau (1913), contre-amiral (mars 1916) et vice-amiral (1920). Il est nommé commandant de l’École navale en 1914.
Retiré aux Aurays, à Champ-Saint-Père, il fonde aux Sables-d'Olonne un Abri du marin, et il est à l'origine de la Fête de la Mer organisée dans ce port. Il préside l'Union catholique diocésaine de la Vendée.
Il est le père de Gabriel Marie Jean Merveilleux du Vignaux.

## Hommage
En 1946, son nom est donné à un collège privé catholique des Sables-d'Olonne, qui est déplacé en 1988 au Château-d'Olonne.
À Viry-Châtillon (Essonne), un étang porte son nom.

## Distinctions
- Grand-croix de la Légion d'honneur (8 janvier 1927)[1]
- Croix de guerre 1914–1918
- Médaille d'honneur des épidémies
- Médaille commémorative de l'expédition du Tonkin
- Ordre du Bain
- Grand-officier de l'ordre du Nichan Iftikhar
- Commandeur de l'ordre des Saints-Maurice-et-Lazare